# MIT Press
MIT Press je američka akademska izdavačka kuća. Sjedište se nalazi u Sjedinjenim Američkim Državama u Cambridgeu, u saveznoj državi Massachusettsu. Djeluje kao jedinica Massachusettskog instituta tehnologije.
Član je Američkog udruženja sveučilišnih nakladnika.

## Povijest
Korijeni sežu u 1926. godinu. Te je godine MIT pod svojim imenom objavio niz predavanja pod naslovom Problems of Atomic Dynamics koja je održao njemački fizičar i budući nobelovac Max Born. Šest godina poslije MIT-ovu izdavačku djelatnost prvi su put formalno institucionalizirane stvaranjem imprinta zvanog Technology Press 1932. godine. Imprint je osnovao James R. Killian, Jr., tadašnji urednik MIT-ova alumni časopisa. Killian je time osnivač MIT Pressa. Poslije je postao predsjednik MIT-a. Technology Press neovisno je objavio osam naslova, a 1937. ušao je u poslovni aranžman s John Wiley & Sons u kojem je Wiley preuzeo marketinške i uredničke odgovornosti. 1962. združeni pothvat s Wileyem je okončao, nakon 125 objavljenih naslova. IZdanje je poprimilo svoje današnje suvremeno ime nakon ovog odvajanja, i od tad funkcionira kao neovisna izdavačka kuća. .
Godine 1981. MIT Press objavio je prvu knjigu pod imprintom Bradford Books-a: Brainstorms: Philosophical Essays on Mind and Psychology autora Daniela C. Bennetta.

## Logotip
Logo (ili tiskarski znak) dizajnirao je ranih 1960-oj prvi umjetnički direktor MIT Pressa Muriel Cooper. Zasniva se na malim tiskanim slovima "mitp," stoga visoko "t" kod pete pruge i spušteno "p" kod šeste i sedme pruge. Logo ponešto reminiscira na trigrame I Chinga.

## Popis časopisa koje objavljuje MIT Press
Umjetnost i humanističke znanosti
- African Arts
- ARTMargins[4]
- The Baffler
- Computer Music Journal
- Daedalus
- Design Issues
- Grey Room
- International Journal of Learning and Media
- Leonardo
- Leonardo Music Journal
- The New England Quarterly
- October
- PAJ: A Journal of Performance and Art
- TDR: The Drama Review

Ekonomija
- American Journal of Health Economics[5]
- Asian Development Review[6]
- Asian Economic Papers
- Education Finance and Policy
- The Review of Economics and Statistics

Međunarodni odnosi, povijest i političke znanosti
- Global Environmental Politics
- Innovations
- International Security
- Journal of Cold War Studies
- Journal of Interdisciplinary History
- Perspectives on Science

Znanost i tehnologija
- Artificial Life
- Computational Linguistics
- Evolutionary Computation
- Journal of Cognitive Neuroscience
- Linguistic Inquiry
- Neural Computation
- Presence: Teleoperators & Virtual Environments

## Vanjske poveznice
- Službene stranice MIT Pressa
- Žurnali MIT Pressa
- MIT Press log
- MIT Press na Facebooku
- MIT Press na Scribdu
- MIT Press na Twitteru